# Ліх'ян
Ліх'ян або Деданське царство — стародавня держава на північному заході Аравійського півострова. Підкорена Набатейським царством у 24 році до н. е. В еліністичних джерелах відоме як Лехеніой.

## Історія
Перша фаза розвитку називається «деданітською», на честь столиці держави — Дедан (в сабейських джерелах називається «містом Юди»). Він згадується в Біблії. Датування правителів і династії є предметом суперечок. Якась більш-менш точна хронологія правителів не встановлена. Основу поклало утворення міста-держави Дедан наприкінці VII ст. до н. е. Поступово навколо сформувалася протодержава або союз племен ліх'янітів. Визнавало зверхність держави кедаритів. У 552 році Деданське царство спільно з кедаритами зазнало поразки від вавилонського царя Набоніда. Після смерті того у 539 році та подальшого занепаду держави кедаритів до кінця століття Дедан стає самостійним. За однією з версій тут запанував представник молодшої гілки царів кедаритів, заснувавши нову династію.
У IV ст. до н. е. перетворюється на потужну державу з адміністративним апаратом. На початку III ст. до н.н. перебувало на піку політичного і економічного піднесення. В цей час вдається підкорити давнього торговельного суперника — місто-державу Тема.
У II ст. дон. е. зовнішньополітична ситуація погіршилася через посилення Набатейського царства, яке зуміло підкорити рештки кедаритів. У 65 році до н. е. почалася війна набатеївз Ліх'ян, внаслідок чого було втрачено північні області з містом Тема. Близько 26 року до н. е. внаслідок нової війни було підкорено Набатейським царством.
Перша фаза розвитку називається «ліх'янітською». 106 року н. е. після підкорення римлянами Набатейського царства ліх'янська знать на чолі із Хан'асом, сином Тілмі (нащадком колишньої правлячої династії) оголосила про відновлення незалежності держави Ліх'ян. Тривалість існування відновленої держави достеменно невідомо.

## Територія і населення
Територія охоплювала землі сучасного Хіджаза від Джидди до Акабської затоки, на півночі займало оазу Ясріб.
Основу становили племена ліх'янітів, що однією з теорій були частиною західної групи племен ісмаїлітян, відомої як аднаніти або кедаритів; за іншою теорією були спорідненими з племенами раамонитів. Плем'я Бану-Ліх'ян тепер мешкає між Меккою і Джиддою.

## Устрій
На чолі стояв мульк (цар). Вперше письмово про це згадується в напису середини VI ст. до н. е. Загалом «цар Дедану» зустрічається тричі, а термін «цар Ліх'яну» — 20 разів. З IV ст. дон. е. влада царя стає спадковою. Існувала Державна рада (Гаджбал), який був більш дорадчим органом. З відновлення держави у II ст. Гаджабал стає поступово все більш провідним органом держави, а цар зрештою перетворюється на номінального правителя.
Значний вплив мало жрецтво на чолі із афкалом. Втім цар також виконував якісь жрецькі функції. З населення збирачі (сахли) стягували тахал (десятину) для богів.

## Економіка
Основу становили посередницька торгівля і ремісництво, також скотарство і рибальство. Був одним із найважливіших караванних центрів у Північній Аравії, контролюючи шляхи з півдня півострова до держави Птолемеїв. Дедан згадується в Гарранській стелі та в біблійних оповіданнях як важливий центр торгівлі. Вже у VI ст. до н. е. існували зв'язки з Сабейським царством.

## Культура
Головним божеством був Дху Габи, володаря лісу. Іншими божествами були Аллат, Манат, Аль-Узза, Хан-Актаб, Ха-Кутбай і Вадд, а також різні інші пальмірські, ассирійські й набатейські божества.
На ранній стадії з'явилася система письма Ліх'ян, що була схожа на талмудське письмо. Складалося з 28 літер, спочатку просте за формою, розвинувся на пізній стадії.
У храмі Теми були знайдені стоячі статуї, більші за людський зріст, зі зведеними ногами і звисаючими руками, імовірно, ліх'янських царів. Статуї відповідають подібним статуям з Дедану, які демонструють стандартизовану художню модель ліплення володарів.